# Steffen Wink

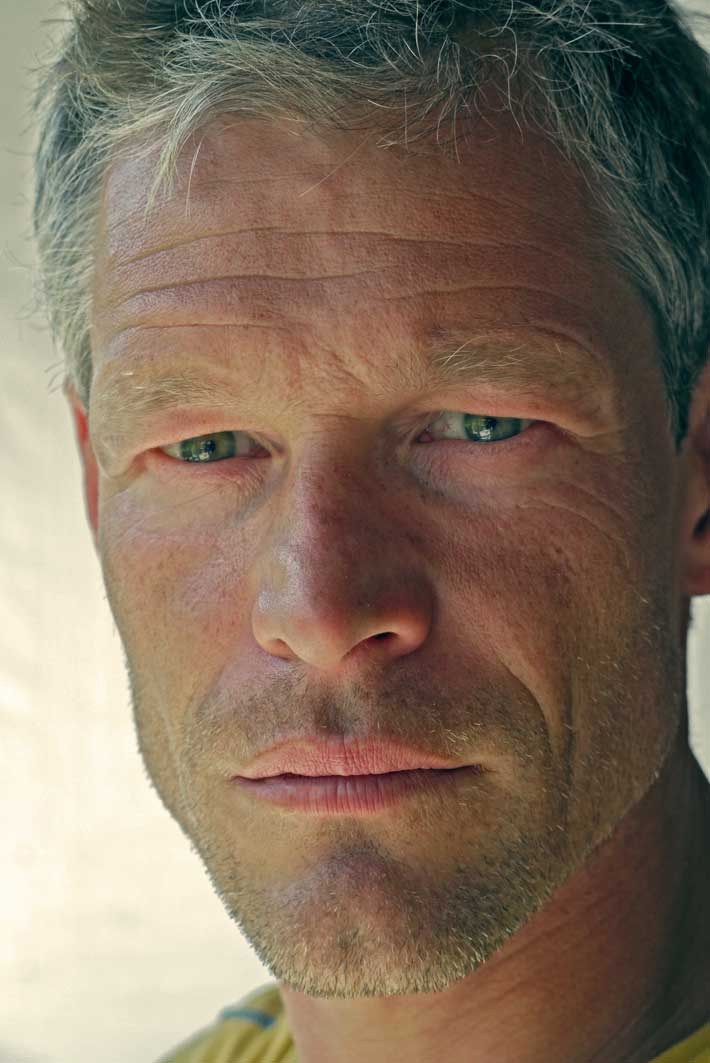
Steffen Wink (2009)

Steffen Wink (* 5. Juli 1967 in Pirmasens) ist ein deutscher Schauspieler.

## Leben
Steffen Wink fasste nach dem Abitur mit 19 Jahren während seiner Ausbildung zum Elektrotechniker und Maschinenbauer den Beschluss, Schauspieler zu werden. Er bewarb sich an verschiedenen Schauspielschulen und wurde im Jahr 1989 in West-Berlin an der Universität der Künste aufgenommen. Daneben absolvierte er eine Gesangsausbildung. Von 1993 bis 1995 war er als festes Ensemblemitglied am Residenztheater München engagiert. Im Fernsehen wurde er bekannt durch seine Rolle als Tobias Schrader, ein Kollege von „Schimanski“. Weitere Kino- und Fernsehrollen folgten. Er spielte u. a. an der Seite von John Malkovich und Gérard Depardieu in Les Misérables – Gefangene des Schicksals, Fatih Akın (Kismet), Franka Potente (Bin ich schön?, Coming In) und in Barfuss von und mit Til Schweiger.
Wink ist auch als Synchronsprecher tätig und lieh dabei unter anderem Matt Damon seine Stimme.
Im Jahr 2014 moderierte er das TV-Format des Food- und Lifestyle-Magazins Beef!.

### Privates
Steffen Wink ist seit 2013 mit der Schauspielerin Genoveva Mayer verheiratet, mit der er eine Tochter und einen Sohn hat. Sie leben gemeinsam in München. Er ist begeisterter Drachen- und Ultraleichtflugzeug-Flieger.

## Filmografie (Auswahl)
- 1992: Boomtown
- 1992: Wolffs Revier – Witwe in Weiss (Fernsehserie, 1 Folge)
- 1993: Schicksalsspiel
- 1993: Einfach nur Liebe
- 1993: Novalis – Die blaue Blume
- 1994: Ihre Exzellenz, die Botschafterin – Keine Zeit für Trauer (Fernsehserie, 1 Folge)
- 1995: Der Alte – Tote reden doch (Fernsehserie, 1 Folge)
- 1996: Der Bulle von Tölz: Tod im Internat (Fernsehserie)
- 1996: Eldorado
- 1997: Maja
- 1997: Coming In
- 1997: Die Story von Monty Spinnerratz
- 1997: Bin ich schön?
- 1996–1998: Schimanski (Fernsehreihe, 5 Folgen)
- 1998: Kai Rabe gegen die Vatikankiller
- 1998: Kismet
- 1998: Die Dämmerung von Dubrovnik
- 1998: Annas Fluch – Tödliche Gedanken
- 1999: Island of the Death
- 1999: Männer und andere Katastrophen
- 2000: Honolulu
- 2000: Les Misérables – Gefangene des Schicksals
- 2000: Der Himmel kann warten
- 2001: Wambo
- 2001: Auf Herz und Nieren
- 2001: Flitterwochen im Treppenhaus
- 2002: Urban Myth Chillers
- 2004: Luisa Sanfelice
- 2004: Ein ganz normales Paar
- 2004: Ein Mann geht unter
- 2004–2018: SOKO München (Fernsehserie, 4 Folgen, verschiedene Rollen)
- 2005: Barfuss
- 2005: Die Patriarchin
- 2005: Edel & Starck – Ehre und Anstand (Fernsehserie, 1 Folge)
- 2005: La dolce Rita
- 2005: Sperling – Sperling und der Fall Wachutka (Fernsehreihe)
- 2005–2024: Die Rosenheim-Cops (Fernsehserie, 6 Folgen, verschiedene Rollen)
- 2006: Eine Liebe im Zeichen des Drachen
- 2007–2011: Ein Fall für zwei (Fernsehserie, 2 Folgen, verschiedene Rollen)
- 2008: Der Bibelcode
- 2009: Der Bergdoktor (Fernsehserie, 4 Folgen)
- 2009: Forsthaus Falkenau – Das Island-Abenteuer (Fernsehserie, 1 Folge)
- 2009: Lasko – Die Faust Gottes – Milena (Fernsehserie, 1 Folge)
- 2009: Die Bergretter – Jetzt oder nie (Fernsehserie, 1 Folge)
- 2009: SOKO Leipzig – Spuren lügen nicht (Fernsehserie, 1 Folge)
- 2010: Liebe und andere Delikatessen
- 2011: Rosa Roth – Notwehr (Fernsehreihe)
- 2012: Alarm für Cobra 11 – Die Autobahnpolizei – Hundstage (Fernsehserie, 1 Folge)
- 2013: Neue Adresse Paradies
- 2013: Kokowääh 2
- 2013: Quellen des Lebens
- 2014: Das Traumschiff: Mauritius (Fernsehreihe)
- 2017: Berlin Station
- 2017: Jugend ohne Gott
- 2017: Die Chefin – Jetzt oder nie (Fernsehserie, 1 Folge)
- 2018: SOKO Stuttgart – Teufelszeug (Fernsehserie, 1 Folge)
- 2018: Klassentreffen 1.0
- 2019: Limbo
- 2019: Letzte Spur Berlin – Freigang (Fernsehserie, 1 Folge)
- 2020: WaPo Bodensee – Konstanzer Kwitte (Fernsehserie, 1 Folge)
- 2021: Kitz (Fernsehserie)
- 2022: Servus Papa, See You in Hell
- 2022: Lieber Kurt
- 2024: Sturm der Liebe (Fernsehserie)
- 2024: Ein Mann seiner Klasse (Fernsehfilm)
- 2025: Amrum

## Theater (Auswahl)
- 1993: Romeo und Julia, Bayerisches Staatsschauspiel – Regie Leander Haußmann
- 1995: Was ihr wollt, Bayerisches Staatsschauspiel – Regie Matthias Fontheim
- 2005/2006: Der Mann ohne Vergangenheit, Hamburger Kammerspiele – Regie Gil Mehmert
- 2006/2007: Leonce und Lena, Neue Schaubühne München – Regie Gil Mehmert
- 2013: The King’s Speech, Komödie im Bayerischen Hof – Theatergastspiele Kempf

## Hörspiele
- 1989: Matthias Zschokke: Brut – Regie: Jörg Jannings (Hörspiel – RIAS Berlin)